# Иордания на летних Олимпийских играх 2016
Иордания принимала участие в летних Олимпийских играх 2016 года была представлены 8 спортсменами в 6 видах спорта. Знаменосцем сборной Иордании на церемонии открытия Игр стал бронзовый призёр чемпионата Азии 2015 года боксёр Хуссейн Ишаиш, а на церемонии закрытия — тхэквондист Ахмад Абугауш, ставший обладателем первой олимпийской награды в истории страны. Также эта медаль осталась единственной для иорданских спортсменов, что позволило сборной Иордании занять 54-е место в неофициальном медальном зачёте.

## Медали
| Золото |               |                               |            |
| №      | Спортсмены    | Вид спорта (дисциплина)       | Дата       |
| 1      | Ахмад Абугауш | Тхэквондо (до 68 кг, мужчины) | 18 августа |

## Состав сборной
Бокс
1. Обада Аль-Касбех
2. Хуссейн Ишаиш

 Дзюдо
1. Ибрахим Халаф

 Лёгкая атлетика
1. Меткал Абу Драис

 Плавание
1. Хадер Баклах
2. Талита Баклах

 Триатлон
- Квота 1

 Тхэквондо
1. Ахмад Абугауш

## Результаты соревнований

### Бокс
Квоты, завоёванные спортсменами являются именными. Если от одной страны путёвки на Игры завоюют два и более спортсмена, то право выбора боксёра предоставляется национальному Олимпийскому комитету. Соревнования по боксу проходят по системе плей-офф. Для победы в олимпийском турнире боксёру необходимо одержать либо четыре, либо пять побед в зависимости от жеребьёвки соревнований. Оба спортсмена, проигравшие в полуфинальных поединках, становятся обладателями бронзовых наград.
Мужчины
| Категория   | Спортсмены       | Первый раунд       | Второй раунд       | Четвертьфинал      | Полуфинал          | Финал              | Место |
| Категория   | Спортсмены       | Соперник Результат | Соперник Результат | Соперник Результат | Соперник Результат | Соперник Результат | Место |
| ----------- | ---------------- | ------------------ | ------------------ | ------------------ | ------------------ | ------------------ | ----- |
| до 64 кг    | Обада Аль-Касбех |                    |                    |                    |                    |                    |       |
| свыше 91 кг | Хуссейн Ишаиш    |                    |                    |                    |                    |                    |       |

### Водные виды спорта

#### Плавание
В следующий раунд на каждой дистанции проходят спортсмены, показавшие лучший результат, независимо от места, занятого в своём заплыве.
Мужчины
| Дистанция                 | Спортсмены   | Предварительный раунд | Предварительный раунд | Предварительный раунд | Полуфинал            | Полуфинал            | Полуфинал            | Финал                | Финал                |
| Дистанция                 | Спортсмены   | Заплыв                | Результат             | Место                 | Заплыв               | Результат            | Место                | Результат            | Место                |
| ------------------------- | ------------ | --------------------- | --------------------- | --------------------- | -------------------- | -------------------- | -------------------- | -------------------- | -------------------- |
| 200 метров вольным стилем | Хадер Баклах | 1                     | 1:48,42               | 31                    | Завершил выступление | Завершил выступление | Завершил выступление | Завершил выступление | Завершил выступление |

Женщины
| Дистанция                | Спортсмены    | Предварительный раунд | Предварительный раунд | Предварительный раунд | Полуфинал | Полуфинал | Полуфинал | Финал     | Финал |
| Дистанция                | Спортсмены    | Заплыв                | Результат             | Место                 | Заплыв    | Результат | Место     | Результат | Место |
| ------------------------ | ------------- | --------------------- | --------------------- | --------------------- | --------- | --------- | --------- | --------- | ----- |
| 50 метров вольным стилем | Талита Баклах |                       |                       |                       |           |           |           |           |       |

### Дзюдо
Соревнования по дзюдо проводились по системе с выбыванием. В утешительные раунды попадали спортсмены, проигравшие полуфиналистам турнира. Два спортсмена, одержавших победу в утешительном раунде, в поединке за бронзу сражались с дзюдоистами, проигравшими в полуфинале.
Мужчины
| Категория | Спортсмены    | 1/32 финала             | 1/16 финала          | 1/8 финала           | Четвертьфинал        | Полуфинал            | Финал                | Место |
| Категория | Спортсмены    | Соперник Результат      | Соперник Результат   | Соперник Результат   | Соперник Результат   | Соперник Результат   | Соперник Результат   | Место |
| --------- | ------------- | ----------------------- | -------------------- | -------------------- | -------------------- | -------------------- | -------------------- | ----- |
| до 90 кг  | Ибрахим Халаф | CHIТ. Брисено П 000:011 | завершил выступление | завершил выступление | завершил выступление | завершил выступление | завершил выступление | 33    |

### Лёгкая атлетика
Мужчины
Шоссейные дисциплины
| Дисциплина | Спортсмен        | Время | Место | Отставание |
| ---------- | ---------------- | ----- | ----- | ---------- |
| марафон    | Меткал Абу Драис |       |       |            |

### Триатлон
Соревнования по триатлону пройдут на территории форта Копакабана. Дистанция состоит из 3-х этапов — плавание (1,5 км), велоспорт (43 км), бег (10 км).
Мужчины
| Соревнование              | Спортсмены | Плавание | Смена | Велоспорт | Смена | Бег | Итоговое время | Место | Отставание |
| ------------------------- | ---------- | -------- | ----- | --------- | ----- | --- | -------------- | ----- | ---------- |
| индивидуальное первенство |            |          |       |           |       |     |                |       |            |

### Тхэквондо
Соревнования по тхэквондо проходили по системе с выбыванием. Для победы в турнире спортсмену необходимо было одержать 4 победы. Тхэквондисты, проигравшие по ходу соревнований будущим финалистам, принимали участие в утешительном турнире за две бронзовые медали.
Мужчины
Единственным представителем Иордании в тхэквондо стал Ахмад Абугауш, победивший на азиатском квалификационном турнире. По ходу олимпийского турнира Абугауш последовательно победил двух финалистов Игр 2012 года в категории до 58 кг южнокорейца Ли Дэ Хуна (11:8) и испанца Хоэля Гонсалеса (12:7). В решающем матче соперником иорданца стал Алексей Денисенко. Поединок прошёл в очень упорной борьбе и после двух раундов результат был 1:0 в пользу Ахмада. Третий раунд получился более активным и по его итогам матч закончился со счётом 10:6 в пользу Абугауша, который стал олимпийским чемпионом. Эта медаль стала первой олимпийской наградой в истории Иордании.
| Категория | Спортсмены    | Первый раунд       | Четвертьфинал       | Полуфинал             | Финал                  | Место |
| Категория | Спортсмены    | Соперник Результат | Соперник Результат  | Соперник Результат    | Соперник Результат     | Место |
| --------- | ------------- | ------------------ | ------------------- | --------------------- | ---------------------- | ----- |
| до 68 кг  | Ахмад Абугауш | EGYГ. Заки В 9:1   | KORЛи Дэ Хун В 11:8 | ESPХ. Гонсалес В 12:7 | RUSА. Денисенко В 10:6 | 1     |